# Coemeterialbasilika

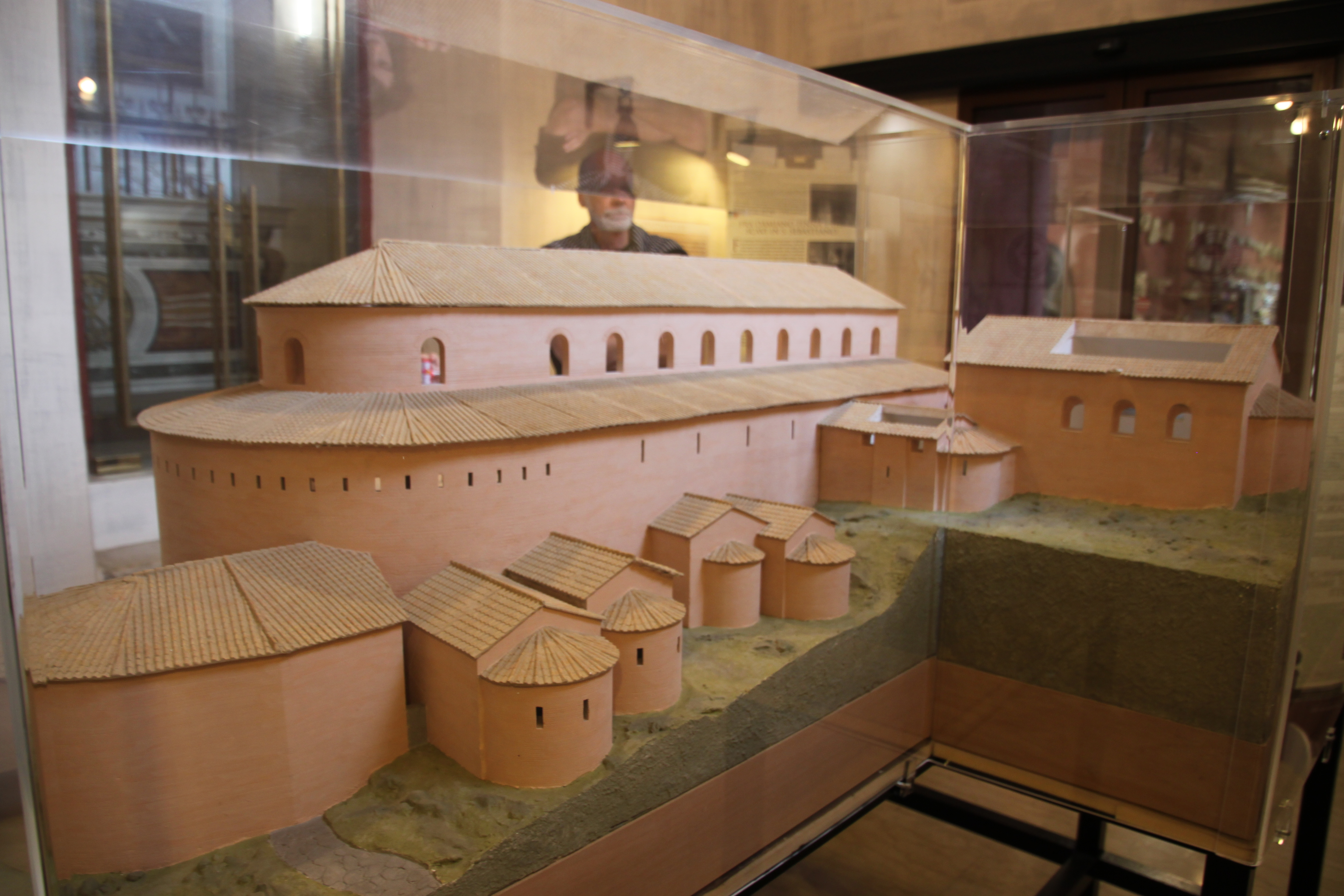
Basilica Apostolorum (San Sebastiano fuori le mura), Rom

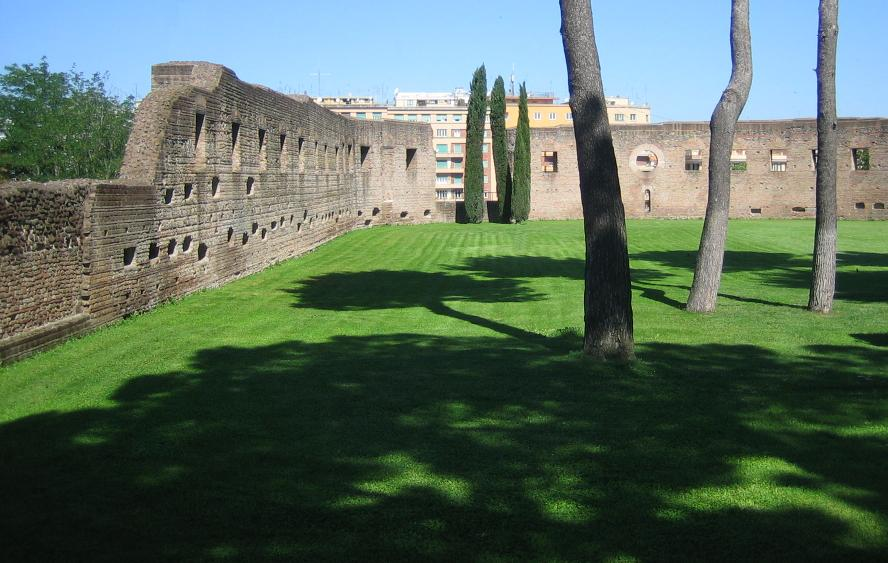
Umgangsbasilika Sant´Agnese (Sant’Agnese fuori le mura), Rom

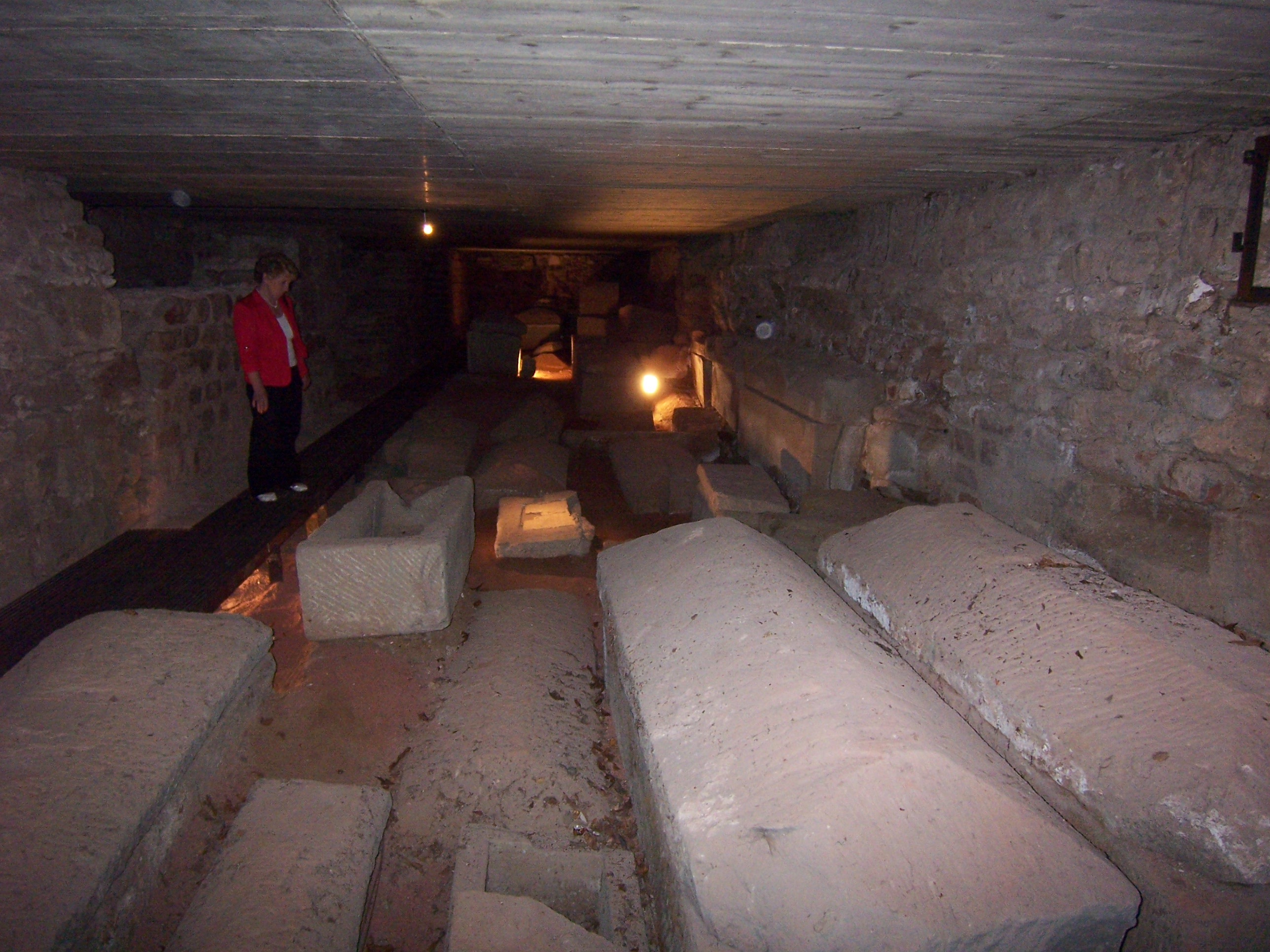
Gräberfeld unter der ehemaligen Abteikirche St. Maximin in Trier

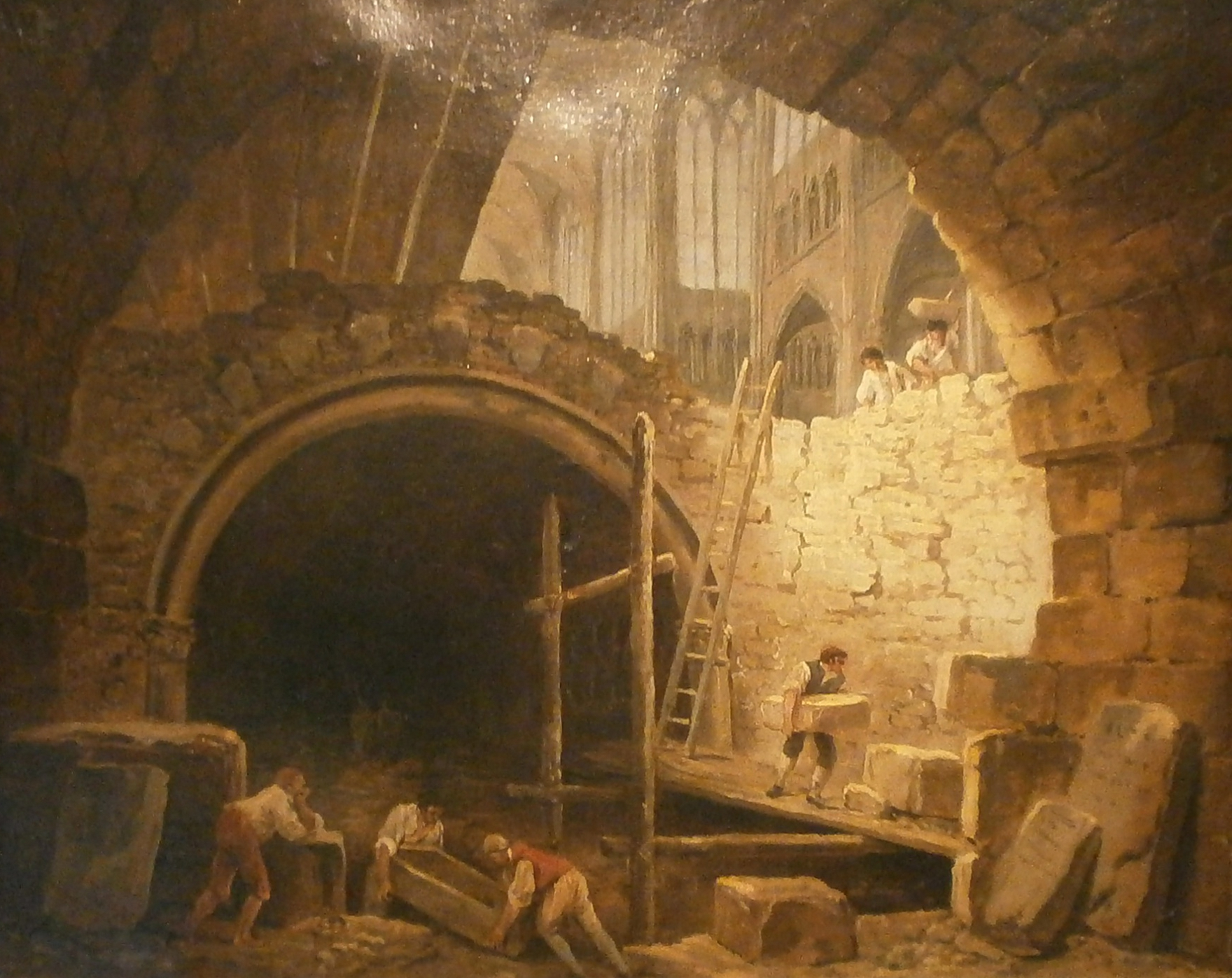
Plünderung der Königsgräber in der Basilika von Saint-Denis (Hubert Robert, um 1800)

Eine Coemeterialbasilika (von coemeterium lat. ‚Ruhestätte‘, aus altgriechisch κοιμητήριον, ‚Schlafraum‘, ‚Ruheort‘) ist eine Kirche oder Basilika, die in erster Linie zur Belegung mit Gräbern dient und deshalb auch als Begräbnisbasilika oder überdachter Friedhof (coemeterium subteglatum) bezeichnet wird. ‚Coemeterialbasilika‘ fungiert als Oberbegriff für Friedhofskirchen im Allgemeinen und für Umgangsbasiliken, die vor allem in Rom während des 4. Jahrhunderts errichtet wurden.

## Umgangsbasilika
Die Umgangsbasilika, die älteste bekannte Form einer Coemeterialbasilika, ist in der Regel eine dreischiffige Pfeilerbasilika, deren Seitenschiffe halbrund um das Mittelschiff verlaufen, während das Mittelschiff durch Pfeilerarkaden zum Umgang in den Seitenschiffen offen gehalten wird. In der Zeit nach 315 wurden von Konstantin I. und der kaiserlichen Familie über den Gräbern von einigen außerhalb der Stadtmauern beigesetzten Märtyrern Umgangsbasiliken (ital. basilica circiforme) errichtet, um möglichst nahe bei den Heiligen als ihren Fürsprechern bestattet werden zu können (retro sanctos ‚bei den Heiligen‘).[1] Daraus entstand die neue Bauform der Umgangsbasilika, die nur in Rom und nur innerhalb des Zeitraums zwischen 315 und dem Ende des 4. Jahrhunderts anzutreffen ist.
Zu den sechs in Rom wiederentdeckten Umgangsbasiliken gehören:
- Umgangsbasilika Santi Marcellino e Pietro an der Via Labicana
- Umgangsbasilika bei Tor de´Schiavi an der Via Praenestina
- Basilica Apostolorum an der Via Appia (San Sebastiano fuori le mura)
- Anonyme Umgangsbasilika an der Via Ardeatina
- Umgangsbasilika Sant’Agnese an der Via Nomentana (Sant’Agnese fuori le mura)
- Basilica maior an der Via Tiburtina (Sankt Laurentius vor den Mauern).

## Auf Coemeterialbasiliken zurückgehende Kirchen
Als Beispiele können hier genannt werden:
- Reichsabtei St. Maximin in Trier: Errichtung eines christlichen Grabgebäudes im 4. Jahrhundert als Vorgängerbau der Abteikirche der Benediktiner
- Kirche St. Ursula zu Köln
- Kathedrale von Saint-Denis in Saint-Denis, Frankreich (siehe auch die Hauptartikel Liste von Grabstätten europäischer Monarchen sowie Plünderung der Königsgräber von Saint-Denis)